# جولی د بونا
جولی د بونا (فرانسوی: Julie de Bona‎؛ زادهٔ ۷ دسامبر ۱۹۸۰) هنرپیشه اهل فرانسه است.
از فیلم‌ها یا برنامه‌های تلویزیونی که وی در آن نقش داشته‌است می‌توان به روزهای افتخار و کنت مونت‌کریستو اشاره کرد.